# Тополина вулиця (Мелітополь)
Тополина вулиця — вулиця в Мелітополі. Починається від 1-го Північного провулка, йде на захід і закінчується на границі міста.

## Історія
Рішення про найменування проєктної вулиці було прийнято 21 квітня 1994.